# 1777 en France
Chronologie de la France
- 1773
- 1774
- 1775
- 1776
- 1777
- 1778
- 1779
- 1780
- 1781

Cette page concerne l’année 1777 du calendrier grégorien.

## Événements
- 1er janvier : le Journal de Paris est le premier quotidien parisien[1].
- 7 janvier : le Parlement de Paris enregistre un édit portant création de 1,8 million de rentes à quatre pour cent provenant de la loterie royale (pour un emprunt de 24 millions)[2],[3].

- 7 février : un arrêt du Conseil autorise un emprunt de 11 millions sur l’ordre du Saint Esprit[4],[3].

- 4 avril : création de l’Inspection générale des carrières (IGC)[5].
- 5 avril : lettres patentes qui ordonnent qu’il sera ouvert en la ville de Gênes un emprunt de 6 millions de livres[6].
- 25 avril : Déclaration royale créant le Collège de Pharmacie, instaurant le monopole pharmaceutique, et séparant l'apothicairerie de l'épicerie[7].

- 8 juin : Charles Bonaparte, père de Napoléon Ier, est élu député de la noblesse pour la région Corse[8].
- 24 juin : Jean-Paul Marat est nommé médecin des gardes du corps du comte d’Artois[9].
- 29 juin : après la démission de Taboureau des Réaux, Necker est nommé directeur général des Finances[10]. Il va lancer une série d’emprunts pour financer l’effort de guerre.
- Juin : un édit supprime les six offices d’intendant des finances. Leurs attributions judiciaires sont confiées un Comité contentieux des finances[3].

- 3 juillet : Beaumarchais fonde la Société des auteurs dramatiques[11].
- 20 juillet : les administrateurs de la loterie royale sont réduits 6 au lieu de 12[12].

- 9 août : déclaration interdisant d'introduire en France des « noirs, mulâtres et gens de couleur » et ordonnant de renvoyer aux colonies ceux qui s'y trouvent[13].
- 17 août : un arrêt du Conseil converti la ferme des Postes en une régie intéressée au profit du roi[3].
- 29 août : le Parlement de Paris enregistre un édit du mois d’août qui autorise les prévôt des marchands et échevins de la ville de Paris, à faire emprunt de 390 000 livres de rentes perpétuelles au capital de 7 millions et 200 000 livres de rentes viagères au capital de 2 millions sur la ville de Paris[14],[3].

- 1er octobre : vendanges tardives en Bourgogne[15]. Récolte médiocre. Les prix du vin culminent en 1778.

- 2 novembre : un arrêt du Conseil décide de poursuivre les vérifications des rôles du vingtième avec une déclarations tous les 20 ans. Un édit abolit le vingtième d’industrie perçu dans les bourgs, dans les villages et dans les communautés[3].
- 23 novembre : un arrêt du Conseil réorganise en régie le bail des messageries[3].

- 7 décembre : emprunt de 25 millions de livres[16].
- 9 décembre : création à Paris du mont-de-piété, organisme de prêts sur gages[3].
- 17 décembre : le roi Louis XVI reconnaît l’indépendance des États-Unis, devenant ainsi le premier chef d’État au monde à le faire[17].

- Le roi Louis XVI accorde officiellement à tous les Juifs de France le droit de résider partout où ils veulent[18].

## Naissances en 1777
- 31 mars : Charles Cagniard de Latour, ingénieur et physicien français († 5 juillet 1859, 82 ans)
- 5 avril : Jules-César Savigny, zoologiste français († 1851)
- 19 août : Louis Nicolas Philippe Auguste de Forbin peintre français, élève de David
- 12 septembre : Henri-Marie Ducrotay de Blainville, zoologiste et anatomiste français († 1850)
- 28 septembre : Jacques-Louis Maupillier, combattant des guerres de Vendée († 24 juin 1857)
- 6 octobre : Baron Guillaume Dupuytren, chirurgien et anatomiste français
- 4 décembre : Mme Julie Récamier, salonnière, femme de lettres

## Décès en 1777
- 20 mars : Jean-François-Joseph de Rochechouart, cardinal français, évêque de Laon (° 28 janvier 1708).
- 12 avril : Claude-Prosper Jolyot de Crébillon, dit Crébillon fils, écrivain libertin français (°1707).
- 23 août : Charles-Joseph Natoire, peintre français (° 1700).
- 25 septembre : Jean-Henri Lambert, mathématicien (° 26 août 1728).
- 6 octobre : Marie-Thérèse Rodet Geoffrin, salonnière célèbre.
- 27 octobre : Charles Antoine de La Roche-Aymon, cardinal français, archevêque de Reims (° 17 février 1697).
- 6 novembre : Bernard de Jussieu, botaniste français (° 1699).